# Вавилин, Валентин Андреевич
Валентин Андреевич Вавилин (род. 3 августа 1953 года) — российский биохимик, специалист в области биохимии и молекулярной биологии, член-корреспондент РАН (2019).
Исполняющий обязанности руководителя НИИ молекулярной биологии и биофизики.

## Научная деятельность
Специалист в области биохимии чужеродных соединений, автор 222 научных работ, из них 2 монографии и 4 авторских свидетельств и патентов.
Ведет преподавательскую работу в Новосибирском государственном университете, Новосибирском государственном педагогическом университете.
Под его руководством защищены одна докторская и 10 кандидатских диссертаций.